# ディートリッヒ・ホリンダーボイマー
ディートリッヒ・ホリンダーボイマー（Dietrich Hollinderbäumer, 1942年8月16日 - ）は、ドイツ出身の俳優である。

## 出演作品

### 映画
- ヒトラー 〜最期の12日間〜（ローベルト・リッター・フォン・グライム）